# Катастрофа Sukhoi Superjet 100 під Джакартою
Авіакатастрофа в Індонезії 9 травня 2012 року російського літака Sukhoi Superjet 100, який належав авіаційно-будівному об'єднанню ЗАО «Гражданские самолеты Сухого».
Катастрофа сталася 9 травня 2012 року під час виконання демонстраційного польоту з аеропорту Халім Перданакусума міста Джакарта, Індонезія. Літак Sukhoi Superjet розбився об круті схили вулкана Салак на дрібні уламки. Ніхто з пасажирів та екіпажу літака не вижив.

## Обставини

### Демонстраційний тур
Літак розбився під час демонстраційного польоту, котрий був частиною організованого фірмою «Сухой» демонстративного туру під назвою «Вітаємо Азію!» (roadshow «Welcome Asia») по 6 країнах Центральної та Південно-Східної Азії: Казахстан, Пакистан, М'янма, Індонезія, В'єтнам та Лаос.
9 травня 2012 Superjet 100 прибув в Індонезію.
14 травня літак мав відвідати Лаос і В'єтнам. Це був другий політ літака в Індонезії із двох запланованих.

### Літак
Повітряне судно що розбилось, Sukhoi SSJ-100-95, мало присвоєний бортовий номер 97004, серійний номер 95004. Літак був виготовлений в 2009 році і налітав 800 льотних годин до моменту зникнення. Superjet 100 є першим багатомісним цивільним літаком, виробленим в Росії з моменту розпаду Радянського Союзу.
Для демонстраційних польотів призначався борт номер 95005 — саме він і демонструвався в Казахстані і Пакистані. Проте в М'янмі в одному з двигунів виникла несправність і він був повернений назад. Замість нього за лічені години підготували інший літак і протягом однієї доби оформили документи та відправили до Індонезії борт номер 97004, який до демонстраційних польотів не готували.

### Попередні авіаційні пригоди у районі вулкана Салак

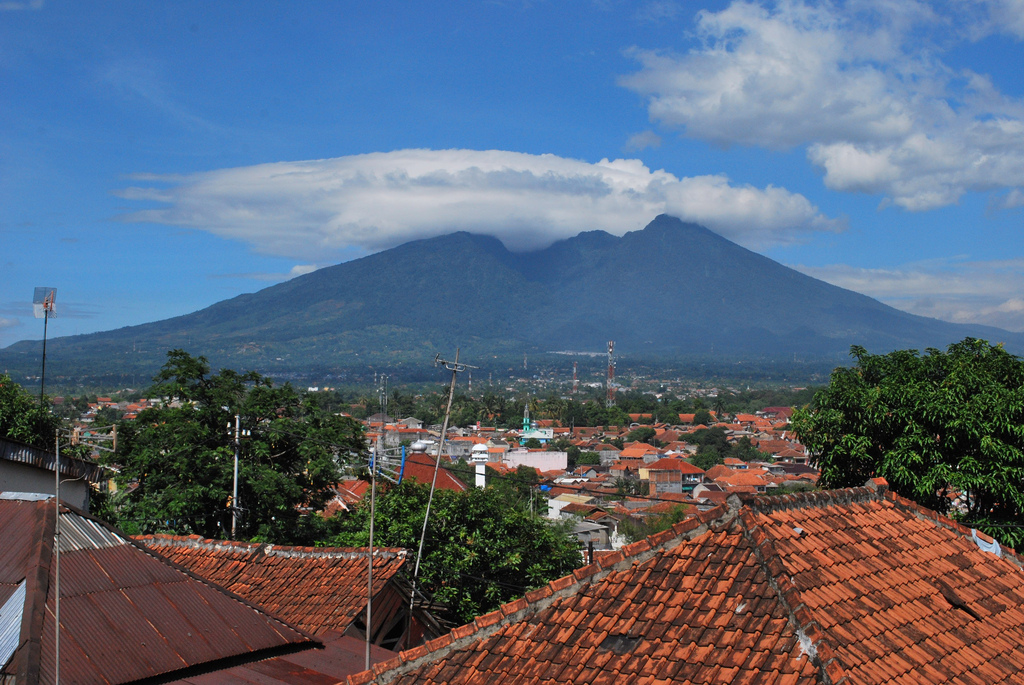
Вигляд на гору Салак з міста Богор

За десять років, у проміжку між 2002—2012 роками, в районі вулкана Салак сталося 7 авіаційних подій. Три людини загинули внаслідок краху тренувального літака незадовго до цієї авіакатастрофи; 18 людей загинуло внаслідок краху військового літака Повітряних сил Індонезії у 2008 році; п'ятеро людей загинули в червні 2004 року, два в квітні 2004, сім у жовтні 2003 року, і один в жовтні 2002 року.
«Джакарта Пост» назвала гору Салак «кладовищем літаків». Висока турбулентність і часто мінливі погодні умови в гірській місцевості є головними факторами, що впливають на авіакатастрофи в цьому районі.

## Опис авіакатастрофи

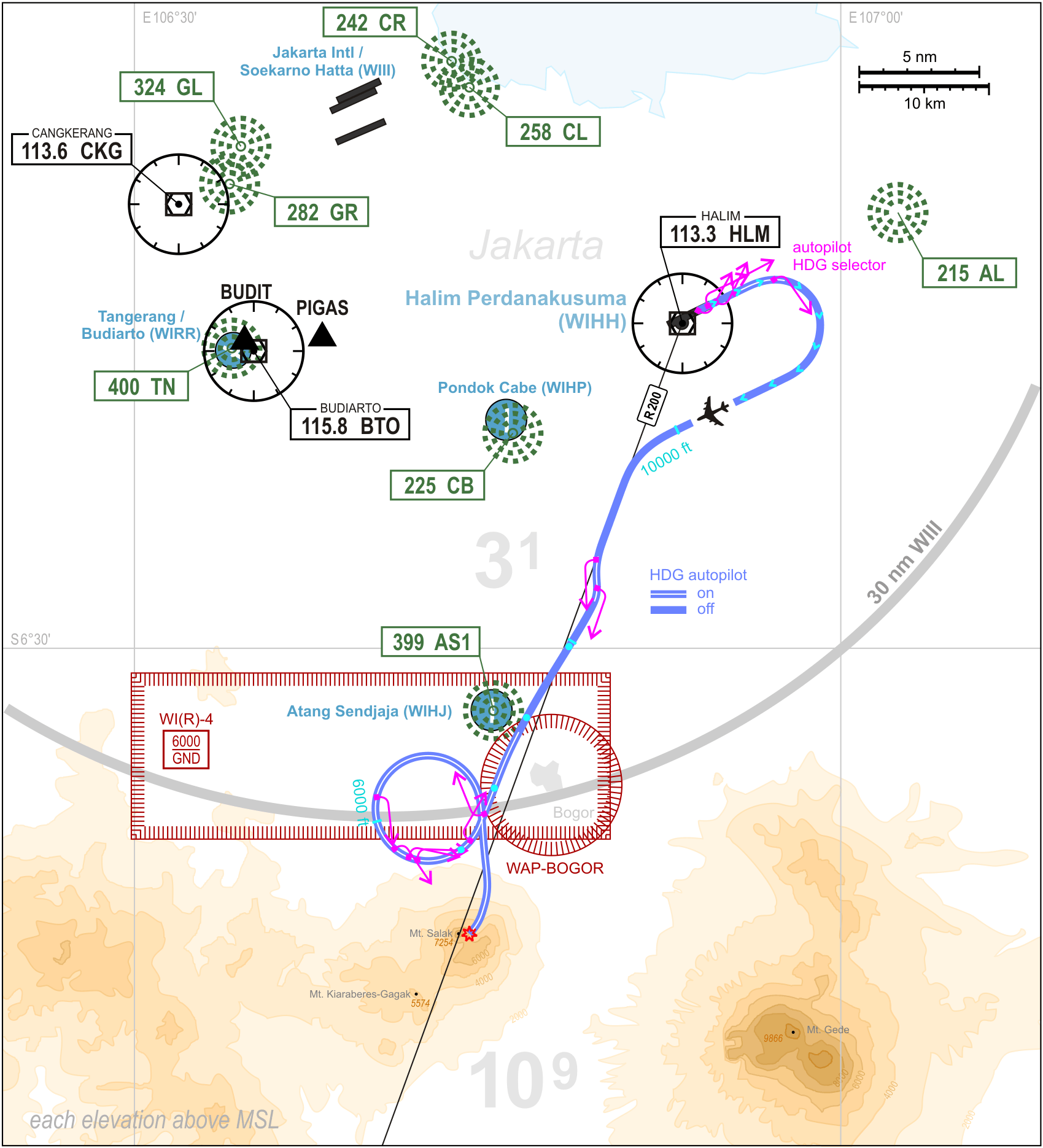

О 14:00 за місцевим часом (7:00 UTC), Sukhoi SSJ-100-95 вилетів з аеропорту Халім Перданакусума для здійснення демонстраційного польоту, і повинен був повернутися в пункт вильоту. Це був другий демонстраційний політ літака в той день. На борту були шість членів екіпажу, по два представника від Сухой і 37 пасажирів на борту. Серед пасажирів були представники Aviastar Mandiri, Batavia Air, Pelita Air Service та Sriwijaya Air. О 14:21 за місцевим часом (7:21 UTC), екіпаж запросив дозвіл на спуск до висоти 6000 футів (1800 м), на що диспетчер дав добро. Це був останній контакт літака з землею, на той момент літак був на відстані близько 75 морських миль (139 км) на південь від Джакарти, в районі гори Салака, та й сама гора є вища, ніж запитуваний ешелон польоту.
Після зникнення радіо- та радарного контакту з літаком його аварійний радіомаяк також не подавав ніяких сигналів на жодній з частот аварійної сателітної системи КОСПАС-САРСАТ. Мобільні телефони членів екіпажу та пасажирів також не відповідали на дзвінки.
Було розпочато наземні та повітряні пошуки літака, однак з настанням ночі пошуки були припинені. 10 травня о 9:00 (2:00 UTC), уламки літака Sukhoi Superjet були знайдені на горі Салака (6°42′35″ пд. ш. 106°44′03″ сх. д. / 6.70972° пд. ш. 106.73417° сх. д.) на висоті 6250 футів (1910 м). Відомо лише, що літак летів по колу за годинниковою стрілкою в напрямку Джакарти біля гори Салака. Літак розбився на краю скелі на висоті 6250 футів (1910 м), ковзнув вниз по схилу і зупинився на висоті 5300 футів (1600 м). Рятувальники побачили літак з повітря, на місці аварії не було ніяких ознак виживання людей. Посадка на місце аварії з повітря була неможлива на вечір 10 травня. Кілька груп рятувальників дісталися до уламків та місця аварії пішки.

### Жертви (пасажири та екіпаж)
На борту літака знаходилось 45 осіб (31 чоловік і 14 жінок), з яких 35 громадян Індонезії, 8 росіян, 1 громадянин США і 1 Франції. Серед загиблих були: представники фірм — потенційних замовників SSJ100, журналісти, члени екіпажу та представники фірми «Сухой». Як заявила джакартська поліція, всі жертви ідентифіковані і можуть бути передані рідним та близьким.
Раніше розповсюджені дані про кількість людей на борту в 46, 48 або в 50 чоловік не підтвердились.

## Рятівні роботи
Рятівні роботи очолив голова індонезійського Комітету безпеки на транспорті Тананг Курніаді (Tatang Kurniadi), на місці роботами керував голова Національного Пошукового та Рятувального Агентства (National Search and Rescue Agency) віце-маршал Мадья Даріатмо (Madya Daryatmo). Всього в районі катастрофи, за даним полковника індонезійської армії Антона Путранто, станом на 11.05.2012, знаходилось 250 (по іншим даним 350) індонезійських рятівників, основним завданням котрих є евакуація тіл загиблих. У район катастрофи 12.05.2012 прибули також 70 службовців загону «Центроспас» та центру «Лідер» МНС Росії, а також два легких гелікоптера Бо-105 та БК-117. Оперативну групу МНС РФ очолює заступник директора Департаменту пожежно-рятувальних сил міністерства Михайло Чупаленков
У спеціально створену групу для пошуків «чорних ящиків» увійшло чотири індонезійці та два представника ЗАТ «Цивільні літаки Сухого».
Раніш влада Індонезії заявила, що дані бортових самописців («чорних ящиків») будуть разшифровуватися в тій країні, де розбився літак. У разі їх сильного пошкодження внаслідок аварії, їх будуть розшифровувати в країні-виробнику, тобто в США.

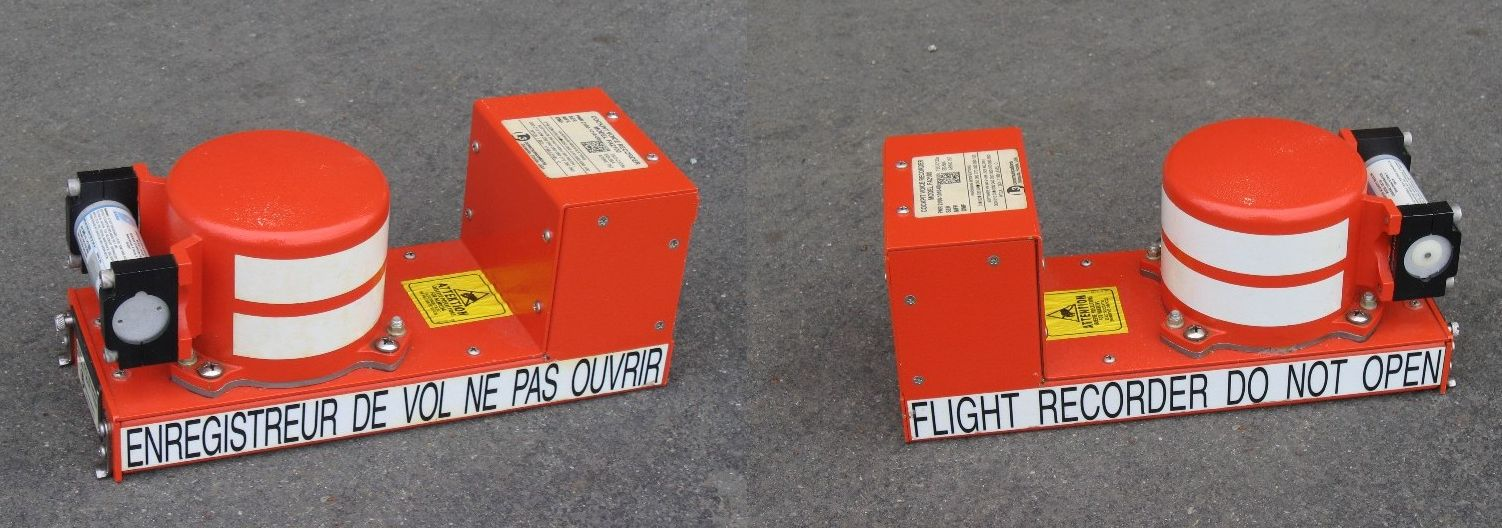
Голосовий самописець (CVR) фірми L-3 Aviation Recorders (США), котрий був встановлений на SSJ-100

15 травня ввечері був знайдений один з двох основних бортових самописців — диктофон, що реєструє переговори екіпажу (Cockpit voice recorder, CVR). Його корпус ушкоджений та обвуглився, «..але його конструкція жорстка і він може витримувати великі навантаження. Ми сподіваємося, що він функціонує. Я бачив подібні пристрої у куди більш гіршому стані» — сказав шеф індонейзійських рятувальників Даріятмо (Daryatmo). «Якщо все буде гаразд на розшифровку записів екіпажу нам знадобиться три тижні» — додав Татанг Курніаді. «Розшифровка самописців буде здійснена у джакартській лабораторії спільно російськими і індонезійськими експертами» — заявив прес-аташе російського посольства в Індонезії Дмитро Солодов.
18 травня 2012 р. Національне пошуково-рятувальне управління Індонезії офіційно завершило операцію з пошуку та евакуації останків загиблих у катастрофі російського літака Sukhoi SuperJet-100 (SSJ-100). Про припинення операції оголосив керівник пошуково-рятувального управління М. Дарьятмо, повідомили місцеві ЗМІ. На момент завершення індонезійської пошуково-рятувальної операції з району катастрофи було вивезено 37 контейнерів з останками і особистими речами загиблих.
Друга «чорна скринька» — параметричний самописець літака знайдено 30 травня 2012.

## Версії причини катастрофи
- Так як після зникнення літака з екранів радарів, його аварійний радіомаяк також не подавав жодного сигналу, це дало привід російськім ЗМІ, з посиланням на індонезійські, протягом першої доби розповсюджувати версію про «можливе захоплення літака невідомими» і сподіватись, що вкрадений кимось літак ще буде знайдено[23][24].
- Через добу після зникнення, коли були виявлені уламки літака та встановлено місце катастрофи, але задовго до знаходження «чорних ящіків» літака та первинних результатів розслідування, відомий російський політичний та державний діяч, заступник голови уряду Російської Федерації відповідальний за ВПК Дмитро Рогозін поспішив заявити, що «причиною катастрофи є людський фактор»[25]. Він також додав, що «все, що буде пов'язано із спробою висунути якісь версії цієї катастрофи, цієї трагідії, це буде чиста спекуляція, в тому числі з мого боку»[26].
- У керівництві компанії «Цивільні літаки Сухого» навпаки певні, що пілот помилитися не міг. Президент компании Володимир Присяжнюк заявив, що:Командир літака Яблонцев Олександр, провідний пілот нашої компанії, брав участь у розробці і випробуваннях літака. Кращого пілота ми не маємо[27].
- Центральні російські ЗМІ, з посиланнями на неназване «джерело» у Центрі Підготовки Авіаційного Персоналу (ЦПАП) в підмосковному місті Жуковському, поширили інформацію про неназваних «фахівців», котрі за неназваною методикою «змоделювали політ на тренажері для навчання льотного складу» і також дійшли висновку про «вину пілотів»[28][29]. 
 Коментар Олександра Акименкова, льотчика-випробувача, заслуженого льотчика Росії:«У Росії група незрозумілих осіб за півгодини провели ці експерименти (де виявили помилку пілота), кажуть: „Та що там, людський фактор винен!“. Для таких робіт слід, по-перше, мати ліцензію, обладнання, і фахівці повинні бути сертифіковані відповідним чином — нічого такого в Жуковському нема»[30]
- Літак з бортовим номером 97004 був підготовлений за лічені години і відправлений до Індонезії замість літака № 97005, в котрого виявилися проблеми в двигуні. З цього приводу віце-президент ОАТ «Об'єднана авіабудівна корпорація» Олександр Туляков 16 травня 2012 заявив, що «можливі неполадки на борту 97005 не мають ніякого зв'язку з катастрофою літака 97004»[31].
- Олег Смирнов, заслужений пілот СРСР, колишній заступник міністра цивільної авіації СРСР порівняв катастрофу SSJ з катастрофою Ту-144 в Ле Бурже 4 червня 1973, що трапилась також під час демонстраційного польоту. На його думку однією з головних причин катастрофи є порушення базового правила авіації — залишення безпечного ешелону польоту. Літак знизився нижче безпечного ешелону, що заборонено як в цивільній, так і в військовій авіації[32]. В інтерв'ю московському радіо він додав:В мене великі сумніви в тому, що самописці, «чорні ящики», виявляться працездатними[33].

## Розслідування
Наступного дня після авіакатастрофи прем'єр-міністр Росії Дмитро Медведєв створив комісію з розслідування її причин. Комісія створена на чолі з міністром промисловості та торгівлі Росії Юрієм Слюсарем. За даними Національного комітету з безпеки та транспорту Індонезії (National Transportation Safety Committee), індонезійського агентства з розслідування нещасних випадків цивільної авіації, аналіз аварії може зайняти до 12 місяців.
Відразу ж після аварії індонезійський міністр економіки Хатта Раяса сказав, що не повинно бути ніяких спекуляцій про причини аварії і про те, що NTSC необхідно надати час для проведення розслідування.
17 травня 2012 у Індонезії роботу почали російські фахівці з розшифровки ДНК, повідомляє місцеве видання Jakarta Post. На місці катастрофи лайнера починає роботу російський генетик — професор Павло Іванов.
18 травня 2012 російським та індонезійським фахівцям вдалося зняти інформацію з накопичувача мовного реєстратора літака Sukhoi SuperJet-100. Наступного дня розпочалась їх розшифровка.
21 травня 2012 російські рятувальники завершили пошукові роботи на місці катастрофи SuperJet-100 в Індонезії.
18 грудня 2012 був опублікований офіційний звіт розслідування — у результаті розслідування було встановлено, що катастрофа сталася в результаті поєднання кількох факторів:
1. Екіпаж літака не взяв до уваги гористий рельєф місцевості на маршруті польоту, що було зумовлено різними факторами. В результаті екіпаж ігнорував попередження системи TAWS;
2. На радарах в Джакарті була встановлена мінімальна межа висоти для літака, якому був заданий вектор, а радари не мали системи звукового попередження про мінімальну безпечну висоту (MSAW), необхідну для польотів в районі гори Салак;
3. Увагу пілота відвернули тривалі розмови, не пов'язані з польотом. Це стало причиною того, що пілот, який керував літаком, не відразу змінив напрямок польоту літака, коли той відхилився від заданої траєкторії під час розвороту.

## Наслідки
Адміністрація Президента Росії тимчасово відмовилась від закупівлі тридцяти екземплярів Sukhoi Superjet 100 — до прояснення причин катастрофи.
Індонезія призупинила купівлю Superjet 100. Дві найбільші в'єтнамські авіакомпанії Vietnam Airlines и Vietjet Air відмовились від можливості закупки Sukhoi Superjet 100. Від закупки SSJ-100 відмовилася італійська компанія-співзасновник Alitalia, під питанням поставки до Швейцарії.

## Виноски
1. ↑  Pakistan Defence: Sukhoi Superjet 100 starts «Welcome Asia» tour on May 3. Архів оригіналу за 9 травня 2012. Процитовано 21 травня 2012.
2. ↑  Лайнер SSJ-100 вылетает в свой первый демо-тур по шести странам мира. РИА Новости. 2 травня 2012. Архів оригіналу за 9 липня 2018. Процитовано 14 травня 2012. (рос.)
3. ↑  Архівована копія. Архів оригіналу за 16 травня 2012. Процитовано 14 травня 2012.{{cite web}}:  Обслуговування CS1: Сторінки з текстом «archived copy» як значення параметру title (посилання)
4. ↑  http://newsru.ru/world/14may2012/ssjet.html%5Bнедоступне+посилання+з+липня+2019%5D
5. ↑  РИА Новости: Аварийный маяк Superjet-100 не отвечает ни на одной из частот [Архівовано 12 травня 2012 у Wayback Machine.]
6. ↑  'The Jakarta Post' (21.05.2012): Sukhoi victims’ remains to be reconstructed. Архів оригіналу за 12 грудня 2013. Процитовано 21 травня 2012.
7. ↑  'The Jakarta Post' (21.05.2012): Officials to return Sukhoi victims’ remains. Архів оригіналу за 1 червня 2012. Процитовано 21 травня 2012.
8. ↑  Бі-Бі-Сі: В Индонезии нашли хвост разбившегося самолета SSJ-100. Архів оригіналу за 13 травня 2012. Процитовано 13 травня 2012.
9. ↑  The Jakarta Post: ‘No sign of survivors’ at Sukhoi crash site. Архів оригіналу за 12 травня 2012. Процитовано 11 травня 2012.
10. ↑  'RIA Novosti' (10.05.2012): Russia's Missing Superjet 100 Discovered — Media. Архів оригіналу за 26 травня 2012. Процитовано 21 травня 2012.
11. ↑  Jakarta Post: 45 people onboard Sukhoi: Official [Архівовано 25 липня 2012 у Wayback Machine.](англ.)
12. ↑  Компанія «Сухой»: Список пассажиров и членов команды борта SSJ100-97004. Архів оригіналу за 12 травня 2012. Процитовано 11 травня 2012.
13. ↑  Олександр Миколайович Яблонцев: російський космонавт-випробувач 2-го класу, полковник російських ВПС запасу. Народився в 1955 в сім'ї офіцера-артилериста Групи радянських військ на території Польщі, закінчив Армавірське вище військове учілище льотчиків ППО (1976) з дипломом льотчика-інженера з фаху «Пілотування та експлуатація летальних апаратів» та літакобудівний факультет Московського авіаційного інституту з дипломом «інженер-механік»(1989). Має наліт 9.000 годин, освоїв 80 типів літаків. За кермо SSJ100 сів першим 19 травня 2008 під час перших заводських випробувань в Комсомольську-на-Амурі. Див. напр.В.Яблонцев на astronaut.ru [Архівовано 23 травня 2012 у Wayback Machine.]
14. ↑  Asia-Report: Спасатели эвакуируют погибших в авиакатастрофе «Сухого» [Архівовано 9 серпня 2013 у Wayback Machine.](рос.)
15. ↑  Вести.ру: Спасатели МЧС прибыли на место крушения Superjet 100 [Архівовано 16 травня 2012 у Wayback Machine.](рос.)
16. ↑  PrimaMedia.ru: Спасатели в Индонезии хотят за сутки эвакуировать тела погибших в авиакатастрофе SSJ-100 [Архівовано 5 березня 2016 у Wayback Machine.](рос.)
17. ↑  Euronews: Indonesia finds black box from crashed Russian Sukhoi(англ.)
18. ↑  Borneo Post: Crash probe focuses on voice recorder [Архівовано 10 грудня 2015 у Wayback Machine.](англ.)
19. ↑  РИА Новости: Бортовые самописцы SSJ-100 найдены и представлены журналистам [Архівовано 16 травня 2012 у Wayback Machine.](рос.)
20. ↑  В Индонезии официально завершены поиски жертв катастрофы SSJ-100. [Архівовано 23 травня 2012 у Wayback Machine.](рос.)
21. ↑  Регистратор полетных данных самолета SSJ100 № 97004 найден и передан в комиссию по расследованию происшествия [Архівовано 10 грудня 2015 у Wayback Machine.] (рос.) ( [Архівовано 4 червня 2012 у Wayback Machine.] (англ.))
22. ↑  В Індонезії на місці катастрофи знайдено параметричний самописець літака SSJ-100, який розбився
23. ↑  Lenta.Ru: Superjet 100 с пассажирами на борту пропал с экранов радаров в Индонезии. Архів оригіналу за 9 вересня 2012. Процитовано 14 травня 2012.
24. ↑  Дни. Ру: Пропавший Sukhoi Superjet могли захватить. Архів оригіналу за 11 травня 2012. Процитовано 14 травня 2012.
25. ↑  Рогозин назвал причиной катастрофы SSJ-100 «человеческий фактор» — Політ. Ру, 10.05.2012 [Архівовано 13 травня 2012 у Wayback Machine.](рос.)
26. ↑  Газета «Взгляд»: «Скорее всего, это ошибка экипажа» [Архівовано 13 травня 2012 у Wayback Machine.](рос.)
27. ↑  5-tv.ru: На месте падения авиалайнера «Суперджет-100» обнаружены тела погибших(рос.)
28. ↑  Известия: Итог эксперимента в Жуковском: в гибели SSJ-100 виноваты пилоты [Архівовано 10 травня 2012 у Wayback Machine.](рос.)
29. ↑  Комсомольська правда: Версии катастрофы в Индонезии: На Superjet 100 пилоты могли выключить систему безопасности[недоступне посилання з липня 2019](рос.)
30. ↑  Moskva.FM Причиной крушения самолета Superjet 100 в Индонезии называют ошибку пилота лайнера[недоступне посилання з липня 2019](рос.)
31. ↑  Avia.ru: Суперджет подменили в Пакистане. Архів оригіналу за 18 травня 2012. Процитовано 17 травня 2012.
32. ↑  Олег Смирнов: «До катастрофи „Сухого“ призвело недотримання елементарних правил» [Архівовано 13 травня 2012 у Wayback Machine.](рос.)
33. ↑  Moskva.FM Самолет Сухой[недоступне посилання з липня 2019]
34. ↑  Жертв опознают российские генетики. Архів оригіналу за 18 травня 2012. Процитовано 17 травня 2012.
35. ↑  Специалисты сняли информацию с речевого самописца SSJ-100[недоступне посилання з липня 2019]
36. ↑  Качество записи переговоров пилотов разбившегося Superjet-100 высокое[недоступне посилання з липня 2019]
37. ↑  Россияне ушли с места катастрофы SuperJet-100: важнейшая улика не найдена. Архів оригіналу за 26 травня 2012. Процитовано 21 травня 2012.
38. ↑  Національний комітет по транспорти Індонезії - Офіційний звіт про катастрофу ССЖ-100 в Індонезії (PDF). Архів оригіналу (PDF) за 26 травня 2018.
39. ↑  Архівована копія. Архів оригіналу за 13 травня 2012. Процитовано 12 травня 2012.{{cite web}}:  Обслуговування CS1: Сторінки з текстом «archived copy» як значення параметру title (посилання)
40. ↑  News.Ru SSJ-100 становится «отказником»: в Индонезии после катастрофы боятся покупать лайнер и ждут результатов расследования. Архів оригіналу за 11 травня 2012. Процитовано 11 травня 2012.
41. ↑  Архівована копія. Архів оригіналу за 13 травня 2012. Процитовано 12 травня 2012.{{cite web}}:  Обслуговування CS1: Сторінки з текстом «archived copy» як значення параметру title (посилання)
42. ↑  Катастрофа «Суперджета» заставит мир вспомнить самолеты Антонова? Аргументы и факты. 14.05.2012 [Архівовано 17 травня 2012 у Wayback Machine.] (рос.)